# Hyper Police
Hyper Police (はいぱーぽりす Haipa Porisu?, romanizado) es un manga japonés escrito e ilustrado por MEE (Nombre original: Minoru Tachikawa) y cuya adaptación al anime fue dirigida por Takahiro Omori. La historia trata de que la humanidad está en extinción y la mayoría de la población son monstruos. La serie gira en torno a los cazarrecompensas Natsuki Sasahara, una joven nekomata, Sakura Bokuseiinmonzeninari, una chica kitsune, Batanen Fujioka, un hombre lobo y Tommy Fujioka, primo de Batanen.

## Argumento
Estamos en el año 22 del Siglo Sagrado (Holy Century). En Shinjuku. 
Con el advenimiento del siglo, aparecieron sobre la tierra multitud de criaturas mágicas, demonios y otra fauna. El futuro del hombre como especie en la Tierra es en esos momentos incierto, y las decisiones de poder han pasado a ser responsabilidad de estos recién llegados. 
A pesar de la existencia de un pacto de no agresión a los humanos, y de los esfuerzos por ambas partes de tener una coexistencia pacifica, la verdad es que siempre hay por ambos lados, gentes y monstruos dispuestos a crear conflictos, sobre todo si hay negocio por en medio. 
La policía "oficial" como tal, se ve incapaz de hacer frente al incremento de la delincuencia, y usa para combatir el crimen a policías privadas, o a cazadores de recompensas que a cambio de dinero, dan caza a cualquier criminal. 
Nuestra protagonista, una nekomata llamada Natsuki Sasahara, es cazadora de recompensas que pronto estrenará nueva compañera de trabajo. Su nueva compañera resulta ser una kitsune llamada Sakura, que su misión es comerse a Natsuki para arrebatarla sus poderes mágicos y así poder convertirse en una zorra de nueve colas. 
A lo largo de las capturas, ocurrirán sucesos que marcarán la vida de Natsuki, Batanen, Sakura, Tommy y la gente que le rodea e intentar la amistad entre los humanos y los monstruos.

## Personajes
Todos los personajes de Hyper Police tienen características mestizas de humanos y monstruos.
Natsuki Sasahara
Natsuki es una chica de 17 años que trabaja como cazarrecompensas en la Police Company. Es una mestiza de humano y nekomata. Está enamorada de su compañero de trabajo, Batanen Fujioka. Natsuki posee grandes poderes mágicos gracias a sus parásitos Fujin y Raijin.
Sakura Bokuseiinmonzeninari
Sakura es una kitsune de 8 colas y medio de unos 200 años. Su gran sueño es tener las 9 colas para obtener sus poderes. Para ellos tiene que arrebatarle los poderes mágicos y Natsuki es su presa. Más tarde, se unirá a la Police Company para ser la compañera de Natsuki y aprovechar el momento para atacarle.
Batanen Fujioka
Batanen es un hombre lobo. Tiene 30 años y está enamorado de Natsuki. Siempre lleva gafas de sol. También trabaja de cazarrecompensas y es el oficial superior.
Tommy Fujioka
Tommy es el primo de Batanen. Es un hombre lobo de 17 años que también trabaja de cazarrecompensas y es el compañero de Batanen en el trabajo. Tommy está enamorado de Poe.
Sakunoshin Chikura
Sakunoshin es un samurai procedente de la Era Tensho, que viajó al futuro por culpa de los poderes de Natsuki. Es muy ágil con la katana. Más tarde se casa con Sakura.
Poe D'Roquefort
Poe es la domadora del agua que trabaja para la policía estatal. Es humana, nació en Europa y tiene 24 años. Los robots policía los tiene a su dominio. Más tarde se enamorará de Tommy y ellos se harán pareja.
Makoto y Ayami Tachibana
Makoto y Ayami son el matrimonio que trabaja en la Cafetería Lamp, actúan como confidentes a Natsuki. Ambos son humanos. En el manga, Ayami queda embarazada. En el anime eso no ocurre.
Mudagami
Mudagami es un Dios Inmortal que trabajaba como jefe de la Police Company antes de que quiebre. Es un tipo depresivo y nunca le toman en serio.
Samantha Grey
Samantha es una oni que actúa como secretaria de Mudagami. Es una experta en recoger información y con el tarot. Más tarde compra la empresa y la transforma bajo el nombre Grey Company.
Mao
Una chica gato miembro de la patrulla felina aparece en el episodio 19

## Curiosidades
- En el episodio 4 aparece Kurama de Yu Yu Hakusho como un indigente en la calle
- Sasamy de Tenchi Muyo aparece en el episodio 16

## El manga
Hyper Police apareció por primera vez en las páginas de la revista mensual Comic Dragon a finales de 1992. Su autor, MEE  ya trabajó en otras obras como Kotetsu no Daibouken o Moeyo Tetsujin. En 2003, debido a que la revista Comic Dragon se fusionó con Dragon Jr para crear Dragon Age, el manga se pasó a publicar en la Gekkan Dragon Magazine hasta su final. En octubre de 2004, el manga finalizó con un total de 96 capítulos, recopilados en 10 volúmenes. También, la editorial Kadokawa Shoten publicó un libro especial con motivo de su adaptación del anime con diseños, artbook y entrevista al autor; y tres novelas ligeras.

### El manga en España
En diciembre de 1998, La editorial Planeta DeAgostini comenzó a publicar Hyper Police en formato Biblioteca Manga. La edición era de medio tomo de unas 96 páginas en total, en sentido de lectura occidental. La edición española finalizó con 7 números que recopilan los 4 primeros tomos japoneses, cancelando la colección debido a las malas ventas. Ninguna otra editorial española relanzó la serie y se quedó inconclusa.
En Estados Unidos, la editó TokyoPop íntegra.

## El anime
Debido a la popularidad del manga, Hyper Police fue adaptado al anime por el estudio Studio Pierrot que empezó el 3 de abril de 1997 y acabó el 25 de septiembre del mismo año, con un total de 25 episodios y que adaptaban los cuatro primeros tomos del manga.
El director de la serie fue Takahiro Omori y la banda sonora fue compuesta por Kenji Kawai. La serie tuvo diversos merchandising como figuras, cartas coleccionables o tarjetas de teléfono. También la serie se publicó en VHS, Laser Disc y más tarde en DVD.

### El anime en España
El anime de Hyper Police fue licenciado por Jonu Media en el año 2005 y la publicó en DVD con un total de cinco volúmenes, que recopilaban la serie en su totalidad. El 27 de marzo de 2006, la cadena LaSexta emitió la serie, a través del bloque Mangápolis. En 2007, Jonu Media volvió a publicar la serie, esta vez en un pack íntegro.
- Datos: Q1960896